# Cotillion Records
Cotillion Records was een Amerikaans platenlabel dat actief was van 1968 tot 1985. Het was een sublabel van Atlantic Records. Het label werd aanvankelijk opgericht voor blues en soul. De eerste single op het label, Otis Clay's versie van "She's About A Mover", haalde de R&B hitlijst in Amerika. Het label bracht al snel ook andere muziek uit: progressieve rockmuziek, folk-rock, gospel, jazz en comedy. In 1976 ging het label zich richten op disco and R&B. Cotillion's albums die niet tot deze genres behoorden, werden heruitgebracht op  Atlantic.
Artiesten op Cotillion waren The Impressions (in het post-Curtis Mayfield-tijdperk), Slave, Brook Benton, Young-Holt Unlimited, Freddie King, Jean Knight, Mass Production, Sister Sledge, The Velvet Underground, Stacy Lattisaw, Lou Donaldson, Mylon LeFevre, Stevie Woods, Johnny Gill, Emerson, Lake & Palmer, Garland Green, The Dynamics, The Fabulous Counts, Screaming Lord Sutch en The Fatback Band. Herbie Mann nam eveneens voor het label op. Zijn eigen platenlabel Embryo Records werd door Cotillion gedistribueerd.
Cotillion was ook verantwoordelijk voor het begin van de loopbaan van Luther Vandross, die toen lid was van de groep Luther. Het label bracht tevens muziek uit van het Woodstock-festival in 1970.
Cotillion werd opgedoekt in 1986 en Johnny Gill, Stacy Lattisaw, Slave en Sister Sledge verhuisden naar het moederlabel Atlantic Records.
In  2013 bracht Rhino Records een box-set uit met tien singles van het label, Cotillion Records: Soul 45s (1968-1970). De artiesten waren Banks, Otis Clay, Moses Smiths en Baby Washington. Het was een limited-edition van 2500 exemplaren, wereldwijd.